# Faustulus

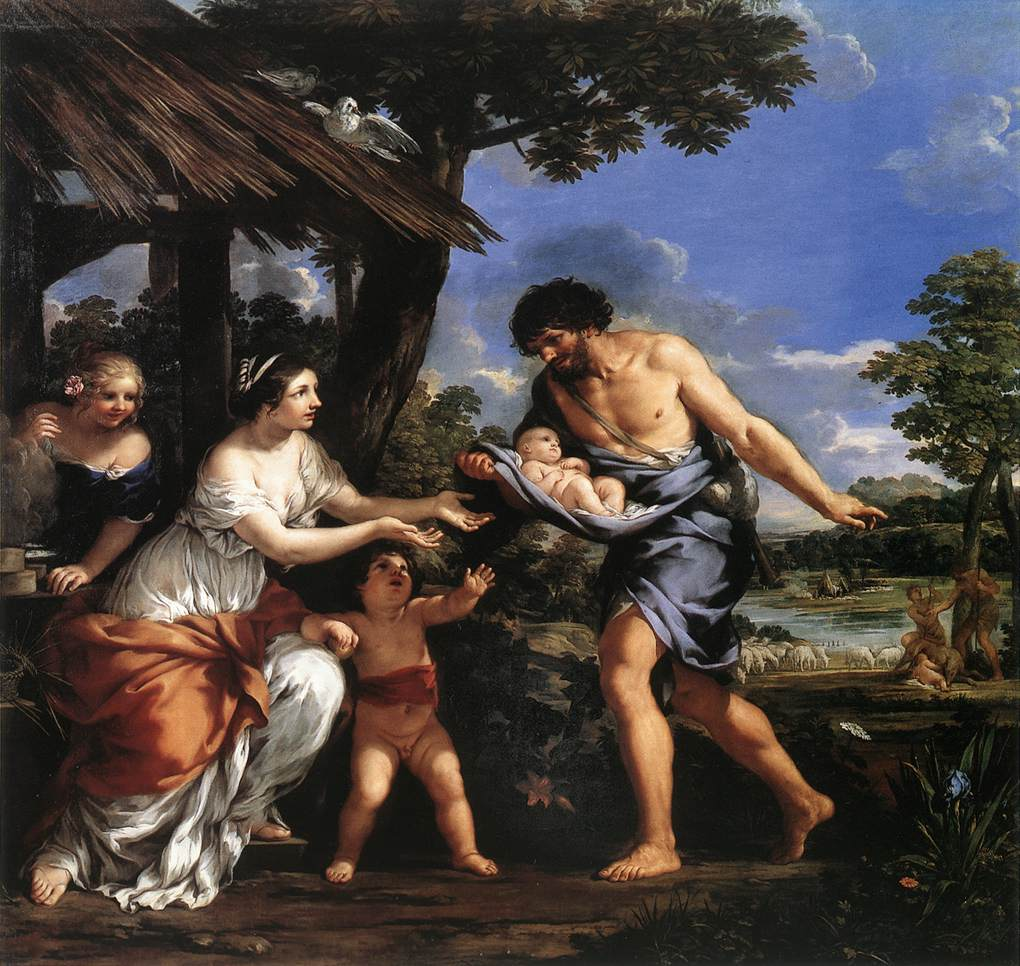
Pietro da Cortona: Faustulus přináší nalezená dvojčata domů (1643)

Faustulus byl podle legendy královský pastýř, který našel a vychoval Romula a Réma, mytické zakladatele města Říma.

## Pověst
Dvojčata královského původu dal jejich prastrýc hodit v košíku do řeky Tibery, košík ale uvízl na mělčině a nemluvňata našla vlčice, která je také odkojila. Faustulus je našel ve vlčí noře a jeho žena Larentia je vychovala. Faustulus ovšem tušil, že by chlapci mohli být z královské rodiny, Romulovi to také prozradil, a tak se stalo, že je jejich otec Numitor nakonec poznal a s jeho pomocí bratři svého prastrýce přemohli a zabili. Na Palatinu, kde byli vychováni, pak založili nové město, podle Romula nazvané Roma, tedy Řím.

## Kritika a působení
Pověst byla už ve starověku mnohokrát literárně zpracována, například u Tita Livia. Už Livius ale pověst podává kriticky a uvažuje, jak mohla vzniknout. Podle jedné verze prý Larentii pastýři říkali "vlčice", což znamenalo prostitutku. Jiní prý pověst považují za výklad starého pastýřského svátku Luperkálií, který měl zajistit ochranu stád před vlky (latinsky lupus).
Kojící vlčice je zobrazena na několika římských mincích, na starověkých reliéfech a sochách i na pozdějších malbách, zejména v 16.-19. století.